# M&G Scuola Pallavolo 2016-2017
Questa voce raccoglie le informazioni riguardanti la M&G Scuola Pallavolo nelle competizioni ufficiali della stagione 2016-2017.

## Stagione
La stagione 2016-17 è per la M&G Scuola Pallavolo, sponsorizzata dalla Videx, la prima in Serie A2: la squadra infatti ottiene il diritto di partecipazione alla serie cadetta a seguito del secondo posto nel proprio girone al termine della Serie B1 2015-16. Viene confermato sia l'allenatore Massimiliano Ortenzi che buona parte della rosa autrice della promozione come Hiosvany Salgado, Daniele Tomassetti, Riccardo Vecchi, Luca Girolami, Nicola Cecato, Claudio Paris e Simone Gabbanelli; tra i nuovi acquisti quelli di Davide Cester, Federico Moretti e Raydel Poey, quest'ultimo arrivato a stagione in corso, mentre le cessioni riguardano Niki Hendriks, Mattia Minnoni e Stefano Thiaw.
Il campionato si apre con la vittoria casalinga contro la Materdomini Volley: a queste fanno seguito quattro sconfitte consecutive; la squadra di Grottazzolina ritrova il successo alla sesta giornata contro il Volley Castellana, seguita da un altro successo ai danni dell'Olimpia Pallavolo: il girone di andata si chiude con due stop consecutivi e il nono posto in classifica, non utile per qualificarsi alla Coppa Italia di Serie A2. Il girone di ritorno è caratterizzato esclusivamente da sconfitte: le uniche due vittorie sono quelle alla quindicesima e alla diciottesima giornata: il decimo posto in classifica nel proprio girone al termine della regular season fa accedere la squadra alla pool salvezza. Nel girone di andata ottiene tre successi su cinque gare disputate mentre in quello di ritorno, dopo aver perso la prima partita, vince le successive quattro, arrivando al quarto posto in classifica. Nella finale dei play-out vince le tre gare utili per rimanere in Serie A2 battendo la Materdomini Volley.

## Organigramma societario
Area direttiva
- Presidente: Manuela Ortenzi
- Vicepresidente: Claudio Laconi
- Responsabile segreteria: Rossano Romiti

Area organizzativa
- Direttore sportivo: Rossano Romiti
- Dirigente accompagnatore: Stefano Scalella

Area tecnica
- Allenatore: Massimiliano Ortenzi
- Allenatore in seconda: Michele Cruciani
- Assistente allenatore: Roberto Tegazi
- Scout man: Gabrio Piozzi, Riccardo Rutili
- Responsabile settore giovanile: Massimiliano Ortenzi

Area comunicazione
- Addetto stampa: Riccardo Minucci, Alessia Pongetti
- Responsabile comunicazione: Valerio Finucci

Area marketing
- Responsabile marketing: Valerio Finucci

Area sanitaria
- Preparatore atletico: Francesco Pison
- Fisioterapista: Michele Del Bello
- Ortopedico: Auro Caraffa

## Rosa
| N° | Nome               | Ruolo | Data di nascita  | Nazionalità sportiva |
| -- | ------------------ | ----- | ---------------- | -------------------- |
| 1  | Francesco Pison    | P     | 21 febbraio 1988 | Italia               |
| 2  | Davide Cester      | S/O   | 5 marzo 1997     | Italia               |
| 3  | Nicolò Brandi      | S     | 2 gennaio 1994   | Italia               |
| 4  | Riccardo Vecchi    | S     | 1º aprile 1996   | Italia               |
| 5  | Simone Gabbanelli  | L     | 4 luglio 1991    | Italia               |
| 6  | Luca Girolami      | C     | 8 novembre 1986  | Italia               |
| 7  | Nicola Cecato      | P     | 11 febbraio 1988 | Italia               |
| 8  | Daniele Tomassetti | C     | 7 agosto 1981    | Italia               |
| 9  | Federico Moretti   | S/O   | 6 dicembre 1983  | Italia               |
| 10 | Claudio Paris      | S     | 24 gennaio 1987  | Italia               |
| 11 | Raydel Poey        | S/O   | 20 febbraio 1982 | Cuba                 |
| 12 | Federico Fiori     | C     | 17 luglio 1980   | Italia               |
| 13 | Hiosvany Salgado   | C     | 13 dicembre 1979 | Italia               |
| 14 | Francesco Sideri   | S     | 10 marzo 1994    | Italia               |
| 17 | Jacopo Brandi      | L     | 28 gennaio 1989  | Italia               |

## Mercato
| Acquisti | Acquisti         | Acquisti         | Acquisti   |
| R.       | Nome             | da               | Modalità   |
| -------- | ---------------- | ---------------- | ---------- |
| S        | Davide Cester    | Treviso          | definitivo |
| C        | Federico Fiori   | Montalbano Arena | definitivo |
| S/O      | Federico Moretti | Potentino        | definitivo |
| S/O      | Raydel Poey      | Al-Ahly Doha     | definitivo |
| S        | Francesco Sideri | Sarroch          | definitivo |

| Cessioni | Cessioni       | Cessioni     | Cessioni   |
| R.       | Nome           | a            | Modalità   |
| -------- | -------------- | ------------ | ---------- |
| S/O      | Niki Hendriks  | Molfetta     | definitivo |
| S        | Mattia Minnoni | Montegiorgio | definitivo |
| S        | Stefano Thiaw  | Montorio     | definitivo |

## Risultati

### Serie A2

#### Regular season

##### Girone di andata
| 1ª giornata - 8 ottobre 2016 Palasport Grottazzolina, Grottazzolina   | M&G               | 3 - 0 | Materdomini       | 25-17, 25-18, 25-14               |
| 2ª giornata - 16 ottobre 2016 PalaRota, Spoleto                       | Marconi           | 3 - 2 | M&G               | 22-25, 25-16, 20-25, 25-20, 15-12 |
| 3ª giornata - 23 ottobre 2016 PalaSanFilippo, Brescia                 | Atlantide Brescia | 3 - 1 | M&G               | 25-22, 22-25, 25-16, 31-29        |
| 4ª giornata - 30 ottobre 2016 Palasport Grottazzolina, Grottazzolina  | M&G               | 1 - 3 | Civita Castellana | 25-22, 23-25, 20-25, 20-25        |
| 5ª giornata - 6 novembre 2016 Palasport Grottazzolina, Grottazzolina  | M&G               | 1 - 3 | Mondovì           | 28-26, 17-25, 19-25, 12-25        |
| 6ª giornata - 13 novembre 2016 Palazzetto dello Sport, Brendola       | Castellana        | 2 - 3 | M&G               | 26-28, 25-14, 25-20, 21-25, 10-15 |
| 7ª giornata - 20 novembre 2016 Palasport Grottazzolina, Grottazzolina | M&G               | 3 - 2 | Olimpia Bergamo   | 19-25, 25-21, 17-25, 25-23, 15-11 |
| 8ª giornata - 27 novembre 2016 PalaParini, Cantù                      | Libertas Brianza  | 3 - 2 | M&G               | 24-26, 25-19, 25-22, 15-25, 21-19 |
| 9ª giornata - 3 dicembre 2016 Palasport Grottazzolina, Grottazzolina  | M&G               | 0 - 3 | Tricolore         | 19-25, 15-25, 16-25               |

##### Girone di ritorno
| 10ª giornata - 8 dicembre 2016 PalaGrotte, Castellana Grotte           | Materdomini       | 3 - 1 | M&G               | 25-21, 28-30, 25-19, 25-16        |
| 11ª giornata - 11 dicembre 2016 Palasport Grottazzolina, Grottazzolina | M&G               | 1 - 3 | Marconi           | 14-25, 26-24, 19-25, 28-30        |
| 12ª giornata - 18 dicembre 2016 Palasport Grottazzolina, Grottazzolina | M&G               | 0 - 3 | Atlantide Brescia | 22-25, 16-25, 23-25               |
| 13ª giornata - 26 dicembre 2016 Palazzetto dello Sport, Montefiascone  | Civita Castellana | 3 - 1 | M&G               | 25-22, 25-20, 21-25, 25-20        |
| 14ª giornata - 5 gennaio 2017 PalaManera, Mondovì                      | Mondovì           | 3 - 1 | M&G               | 25-21, 25-21, 19-25, 25-21        |
| 15ª giornata - 8 gennaio 2017 Palasport Grottazzolina, Grottazzolina   | M&G               | 3 - 1 | Castellana        | 25-22, 21-25, 25-21, 25-22        |
| 16ª giornata - 15 gennaio 2017 PalaNorda, Bergamo                      | Olimpia Bergamo   | 3 - 2 | M&G               | 25-20, 19-25, 25-17, 21-25, 15-8  |
| 17ª giornata - 22 gennaio 2017 Palasport Grottazzolina, Grottazzolina  | M&G               | 2 - 3 | Libertas Brianza  | 19-25, 25-20, 25-22, 25-27, 13-15 |
| 18ª giornata - 5 febbraio 2017 PalaBigi, Reggio nell'Emilia            | Tricolore         | 2 - 3 | M&G               | 21-25, 25-23, 25-19, 21-25, 11-15 |

#### Pool salvezza

##### Girone di andata
| 1ª giornata - 12 febbraio 2017 PalaAlberti, Lauria                    | Rinascita Lagonegro | 0 - 3 | M&G       | 19-25, 21-25, 21-25               |
| 2ª giornata - 18 febbraio 2017 Palasport Grottazzolina, Grottazzolina | M&G                 | 3 - 2 | Potentino | 25-23, 22-25, 24-26, 25-20, 15-10 |
| 3ª giornata - 23 febbraio 2017 Palasport Comunale, Ortona             | Impavida Ortona     | 3 - 0 | M&G       | 25-23, 25-19, 25-22               |
| 4ª giornata - 26 febbraio 2017 Palasport Grottazzolina, Grottazzolina | M&G                 | 3 - 2 | Alessano  | 19-25, 22-25, 25-18, 25-12, 15-13 |
| 5ª giornata - 5 marzo 2017 Palazzetto dello Sport, Roma               | Club Italia         | 3 - 0 | M&G       | 25-17, 25-22, 25-17               |

##### Girone di ritorno
| 6ª giornata - 12 marzo 2017 Palasport Grottazzolina, Grottazzolina   | M&G       | 0 - 3 | Rinascita Lagonegro | 23-25, 19-25, 22-25               |
| 7ª giornata - 18 marzo 2017 PalaCivitanova, Civitanova Marche        | Potentino | 2 - 3 | M&G                 | 17-25, 25-19, 25-22, 23-25, 12-15 |
| 8ª giornata - 23 marzo 2017 Palasport Grottazzolina, Grottazzolina   | M&G       | 3 - 0 | Impavida Ortona     | 25-18, 25-20, 33-31               |
| 9ª giornata - 26 marzo 2017 Palazzetto dello Sport, Tricase          | Alessano  | 1 - 3 | M&G                 | 20-25, 25-19, 17-25, 23-25        |
| 10ª giornata - 1º aprile 2017 Palasport Grottazzolina, Grottazzolina | M&G       | 3 - 0 | Club Italia         | 25-12, 25-19, 25-18               |

#### Play-out
| Finale (gara 1) - 9 aprile 2017 Palasport Grottazzolina, Grottazzolina  | M&G         | 3 - 1 | Materdomini | 25-19, 22-25, 25-19, 25-19        |
| Finale (gara 2) - 15 aprile 2017 PalaGrotte, Castellana Grotte          | Materdomini | 0 - 3 | M&G         | 21-25, 19-25, 22-25               |
| Finale (gara 3) - 18 aprile 2017 Palasport Grottazzolina, Grottazzolina | M&G         | 3 - 2 | Materdomini | 25-22, 27-25, 26-28, 24-26, 15-10 |

## Statistiche

### Statistiche di squadra
| Competizione | Punti | In casa | In casa | In casa | In trasferta | In trasferta | In trasferta | Totale | Totale | Totale |
| Competizione | Punti | G       | V       | P       | G            | V            | P            | G      | V      | P      |
| ------------ | ----- | ------- | ------- | ------- | ------------ | ------------ | ------------ | ------ | ------ | ------ |
| Serie A2     | 28    | 16      | 9       | 7       | 15           | 6            | 9            | 31     | 15     | 16     |
| Totale       | -     | 16      | 9       | 7       | 15           | 6            | 9            | 31     | 15     | 16     |

G = partite giocate; V = partite vinte; P = partite perse

### Statistiche dei giocatori
| Giocatore     | Serie A2 | Serie A2 | Serie A2 | Serie A2 | Serie A2 | Totale | Totale | Totale | Totale | Totale |
| Giocatore     | P        | PT       | AV       | MV       | BV       | P      | PT     | AV     | MV     | BV     |
| ------------- | -------- | -------- | -------- | -------- | -------- | ------ | ------ | ------ | ------ | ------ |
| J. Brandi     | 6        | 0        | 0        | 0        | 0        | 6      | 0      | 0      | 0      | 0      |
| N. Brandi     | 26       | 7        | 4        | 1        | 2        | 26     | 7      | 4      | 1      | 2      |
| N. Cecato     | 30       | 90       | 48       | 14       | 28       | 30     | 90     | 48     | 14     | 28     |
| D. Cester     | 23       | 166      | 142      | 14       | 10       | 23     | 166    | 142    | 14     | 10     |
| F. Fiori      | 20       | 20       | 7        | 11       | 2        | 20     | 20     | 7      | 11     | 2      |
| S. Gabbanelli | 31       | 1        | 1        | 0        | 0        | 31     | 1      | 1      | 0      | 0      |
| L. Girolami   | 2        | 0        | 0        | 0        | 0        | 2      | 0      | 0      | 0      | 0      |
| F. Moretti    | 20       | 197      | 181      | 14       | 2        | 20     | 197    | 181    | 14     | 2      |
| C. Paris      | 23       | 314      | 281      | 22       | 11       | 23     | 314    | 281    | 22     | 11     |
| F. Pison      | 19       | 2        | 1        | 1        | 0        | 19     | 2      | 1      | 1      | 0      |
| R. Poey       | 7        | 195      | 168      | 9        | 18       | 7      | 195    | 168    | 9      | 18     |
| H. Salgado    | 29       | 282      | 210      | 53       | 19       | 29     | 282    | 210    | 53     | 19     |
| F. Sideri     | 28       | 237      | 196      | 20       | 21       | 28     | 237    | 196    | 20     | 21     |
| D. Tomassetti | 31       | 227      | 140      | 76       | 11       | 31     | 227    | 140    | 76     | 11     |
| R. Vecchi     | 23       | 173      | 138      | 9        | 26       | 23     | 173    | 138    | 9      | 26     |

P = presenze; PT = punti totali; AV = attacchi vincenti; MV = muri vincenti; BV = battute vincenti